# Kalle Anka på tapeten
Kalle Anka på tapeten (engelska: Inferior Decorator) är en amerikansk animerad kortfilm med Kalle Anka från 1948.

## Handling
När Kalle Anka är igång med att tapetsera ett rum med blommiga tapeter flyger ett bi förbi och tror att blommorna på tapeten är riktiga. Detta gör att Kalle börjar retas med biet, och det dröjer inte länge förrän ett krig bryter ut som Kalle förlorar.

## Om filmen
Filmen hade svensk premiär den 29 november 1948 på Sture-Teatern i Stockholm och ingick i kortfilmsprogrammet Kalle Anka på tapeten tillsammans med sex kortfilmer till; Kalle Anka och tordyveln, Kalle Ankas vintersemester, Hiawatha, djurens broder, Tonåringar till rörs (ej Disney), Kalle Anka i Alperna och Klockan klämtar för Kalle Anka.

## Rollista
- Clarence Nash – Kalle Anka[7]